# 北会津町出尻
北会津町出尻（きたあいづまち いでじり）は、福島県会津若松市の大字である。郵便番号は965-0116。

## 地理
会津若松市北西部の北会津地区（旧北会津郡北会津村域）に属する。北で北会津町和泉、東で北会津町田村山、南で北会津町舘、北会津町宮ノ下、西で大沼郡会津美里町新屋敷、会津美里町和田目とそれぞれ隣接する。概ね町村制施行以前の北会津郡三伏村のうち、旧出尻村の流れを汲む地域である。北会津地区北西部に位置し、一級水系阿賀野川水系宮川右岸流域の一角を範囲とする。域内全域にわたり水田が広がり、東部を福島県道72号会津坂下会津本郷線が縦断する。東部の若宮に集落が位置するが、北会津地区の他大字と同様に集落がある区画には「字」以降を付けず、大字に直接番地が続く住所表記がなされる。

### 河川・湖沼
一級水系阿賀野川水系
- 宮川

### 主な字
字
- 家ノ東
- 出川
- 上川原田
- 川原
- 若宮

## 歴史
- 1875年8月12日 - 舘村、宮ノ下村、出尻村が統合され三伏村が発足する。
- 1879年1月27日 - 三伏村が福島県内における郡区町村制の施行により北会津郡の村となる。
- 1889年4月1日 - 町村制の施行により三伏村が周辺6村と合併し荒井村が発足し、旧三伏村域が荒井村大字三伏となる。
- 1953年4月1日 - 荒井村が舘ノ内村と合併して荒舘村が発足し、荒舘村の大字となる。
- 1956年5月1日 - 荒舘村が川南村と合併して北会津村が発足し、北会津村の大字となる。
- 2004年11月1日 - 北会津村が会津若松市に編入され、会津若松市の大字となるとともに、大字三伏のうち字出尻丙、家ノ東丙、若宮丙、上川原田丙、川原、若宮、出川が北会津町出尻へと変更される。

## 世帯数と人口
2024年1月1日現在の世帯数と人口は以下の通りである。
| 大字         | 世帯数 | 人口 |
| ------------ | ------ | ---- |
| 北会津町出尻 | 19世帯 | 58人 |

## 小・中学校の学区
市立小・中学校に通う場合、学区は以下の通りとなる。
| 番地 | 小学校                 | 中学校                   |
| ---- | ---------------------- | ------------------------ |
| 全域 | 会津若松市立荒舘小学校 | 会津若松市立北会津中学校 |

## 交通

### 道路
- 福島県道72号会津坂下会津本郷線
- 幹線一級市道29号
- 三級市道北3-51号・北3-124号（会津広域農道）
  - 黄金橋

## 施設
- 出尻公民館
- 若宮八幡宮